# Tankmotorschiff

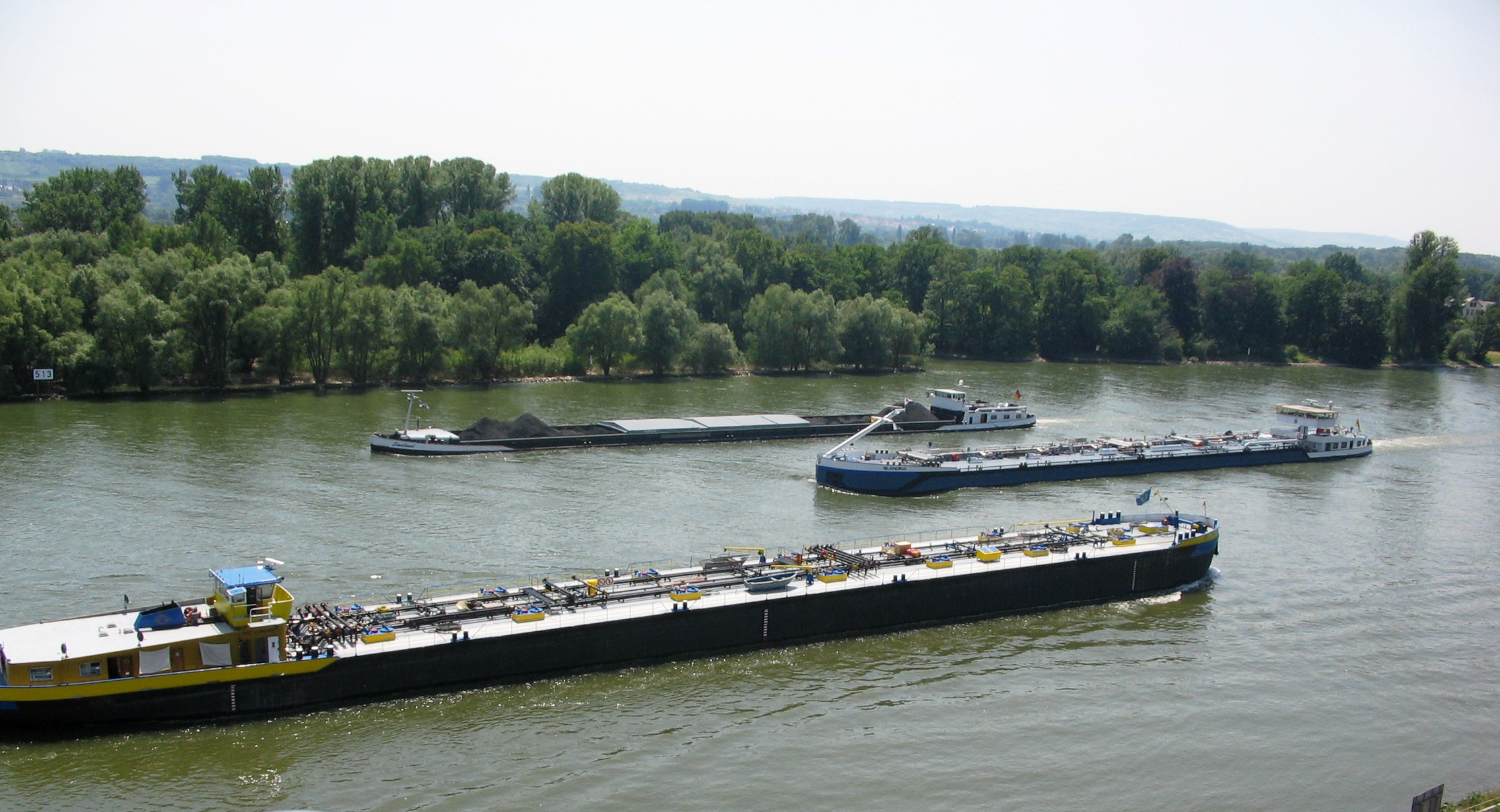
Zwei Tankmotorschiffe und ein Gütermotorschiff im Rheingau

Ein  Tankmotorschiff  (TMS) ist ein in der Binnenschifffahrt im Güterverkehr eingesetztes Gütermotorschiff zur Beförderung von Flüssigkeiten oder Gasen in fest verbundenen Tanks, soweit es über einen eigenen Antrieb verfügt.
Binnentankschiffe werden je nach Verwendungszweck unterschiedlich gebaut. Die Einteilung erfolgt nach der Bauart in N, C und G.

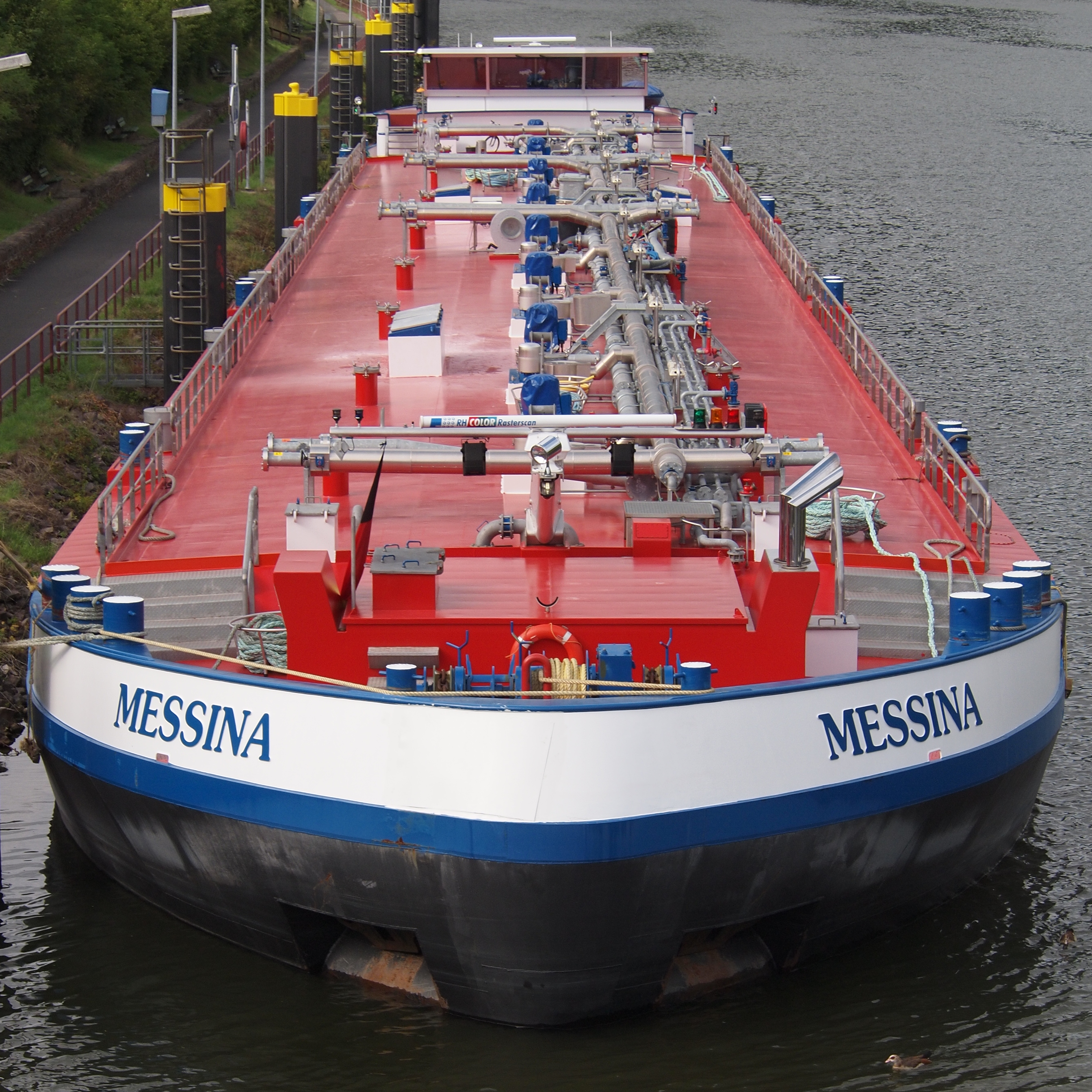
Tankschiff Messina auf der Mosel

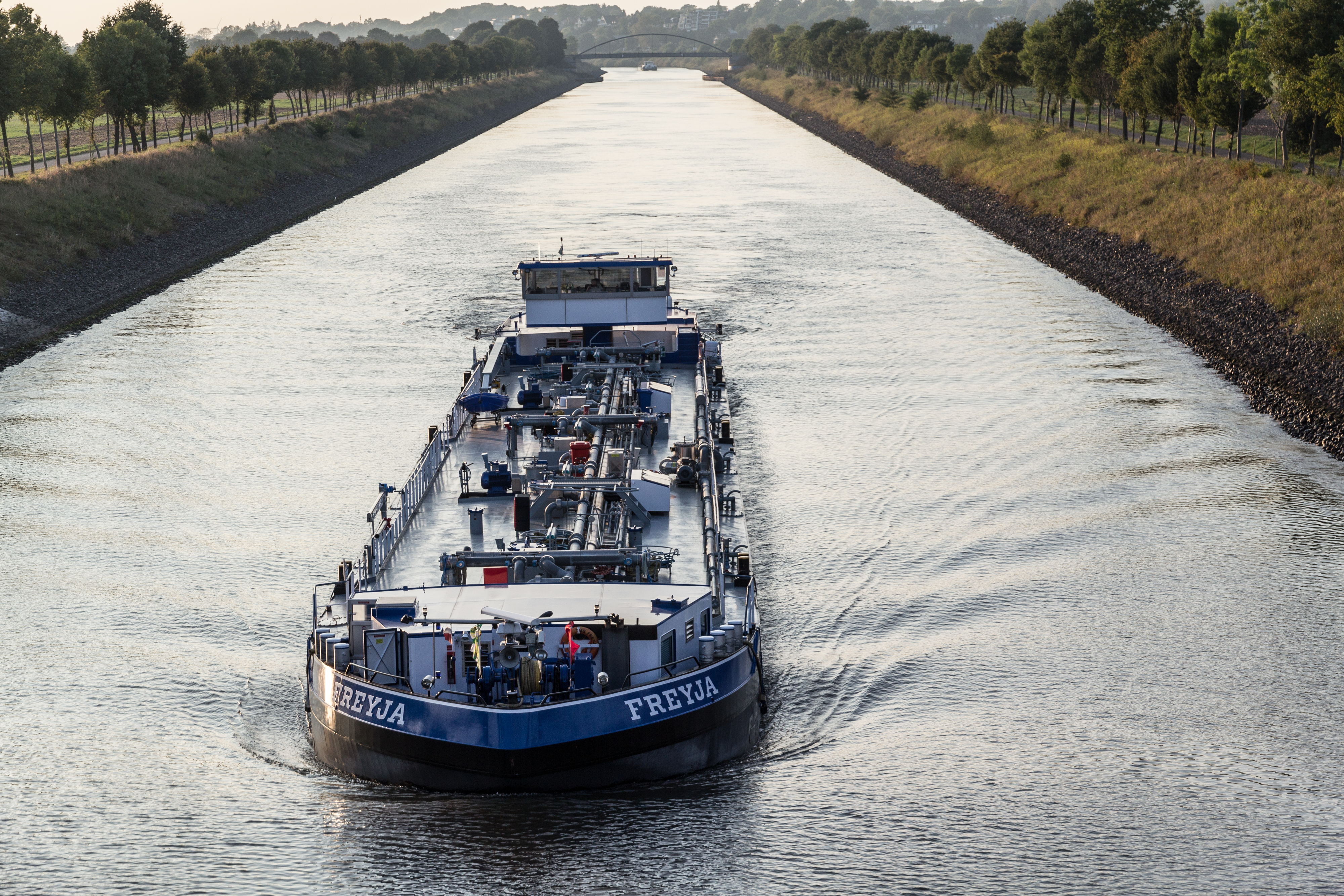
TMS "Freyja" auf dem Weser-Schleusenkanal bei Etelsen

## Konstruktion
Die Tankschiffe können sowohl als Ein- wie auch als Zweihüllenschiffe gebaut sein und  sind für den Transport von Ölprodukten, Säuren und Laugen geeignet. In der Bauart unterscheidet man Glattdecker und Schiffe mit Trunkdeck, wobei einerseits der Rumpf gleichzeitig die Tanks bildet oder Tanks im Rumpf eingesetzt werden. Je nach Größe des Schiffs variiert die Anzahl der Tanks. Ein 110-Meter Schiff für Mineralölprodukte hat meistens 14 Ladetanks die sich an der Back- und Steuerbordseite befinden. Jeder Tank ist an eine gemeinsame Lade- und Löschleitung angeschlossen, ebenso wie an eine gemeinsame Gaspendelleitung. Mit dieser Leitung werden die sich in den Tanks bildenden Gase über ein Hochgeschwindigkeitsventil bei einem bestimmten Druck nach außen abgelassen. Beim Laden wird die Gaspendelleitung mit der landseitigen Ladeeinrichtung verbunden. Zum Laden und Löschen stehen bordeigene Pumpen zur Verfügung, die entweder direkt von einem Diesel-, einem Elektro- oder einem Hydraulikmotor angetrieben werden. Schiffe die hauptsächlich Schwerölprodukte transportieren sind mit Heizschlangen in den Ladetanks ausgerüstet. Die Beheizung kann mit einem bordeigenen Heizkessel während der Fahrt erfolgen oder im Löschhafen über eine Dampfleitung von Land aus. Bei manchen Schiffen sind die Tanks von innen beschichtet (gecoatet). Dadurch verringern sich bei Ladungswechsel die meist sehr aufwendigen Reinigungsarbeiten. Die maximale Tankgröße beträgt 380 m³. Tankschiffe die Säuren oder Laugen transportieren haben eingesetzte Stahl- oder Edelstahltanks. Um möglichst flexibel zu sein, hat jeder Tank eine eigene Löschpumpe. Gut zu erkennen sind diese Schiffe durch ein sehr aufwendiges Leitungssystem an Deck.

## Typ N

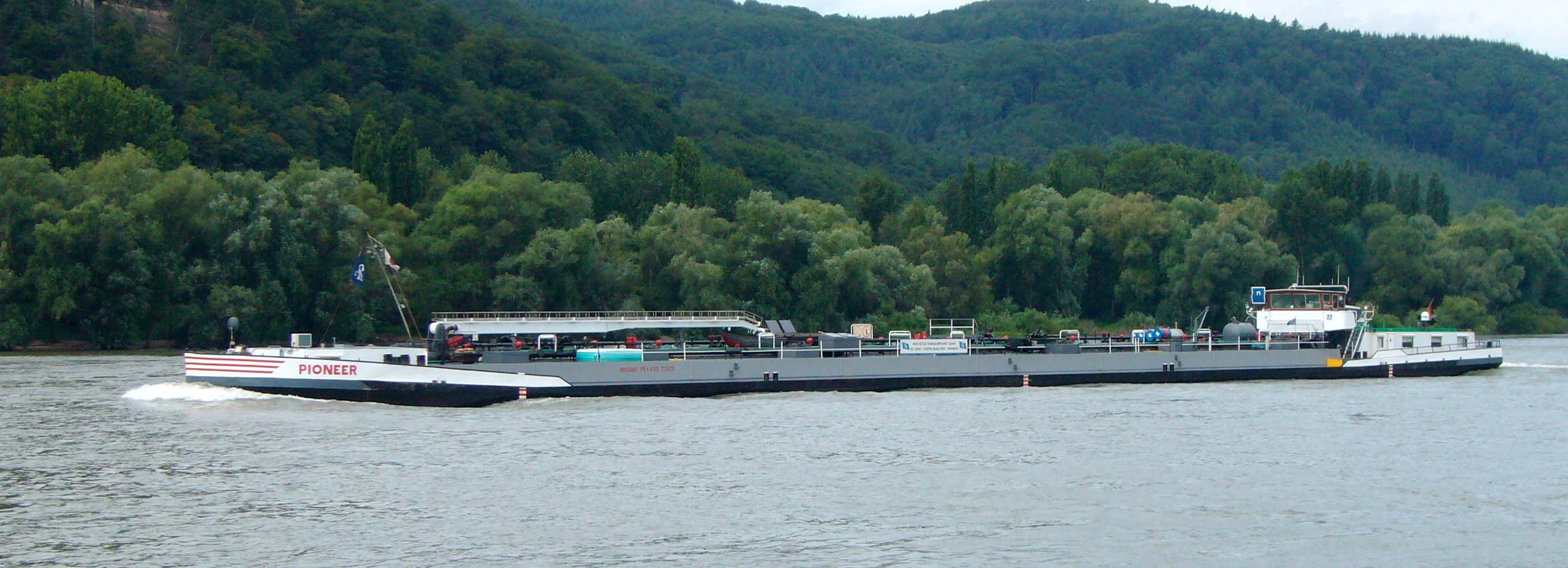
Tanker Typ N mit Trunkdeck

Die Tankschiffe Typ N werden je nach der Gefährlichkeit der zu transportierenden Güter in drei Gruppen eingeteilt.
- Geschlossen für Produkte mit niedrigem Flammpunkt (Benzin)
- Offen mit Flammendurchschlagsicherung für Produkte deren Gefährlichkeit zu hoch ist um in einem offenen Schiff befördert zu werden
- Offen für gefährliche Güter der untersten Stufe wie Dieselkraftstoff, Teer, ungiftige Säuren und Laugen und Lebensmittelöle. Offen bedeutet, dass der Ladetank frei Luft und Gase mit der Umwelt austauschen kann.

## Typ C

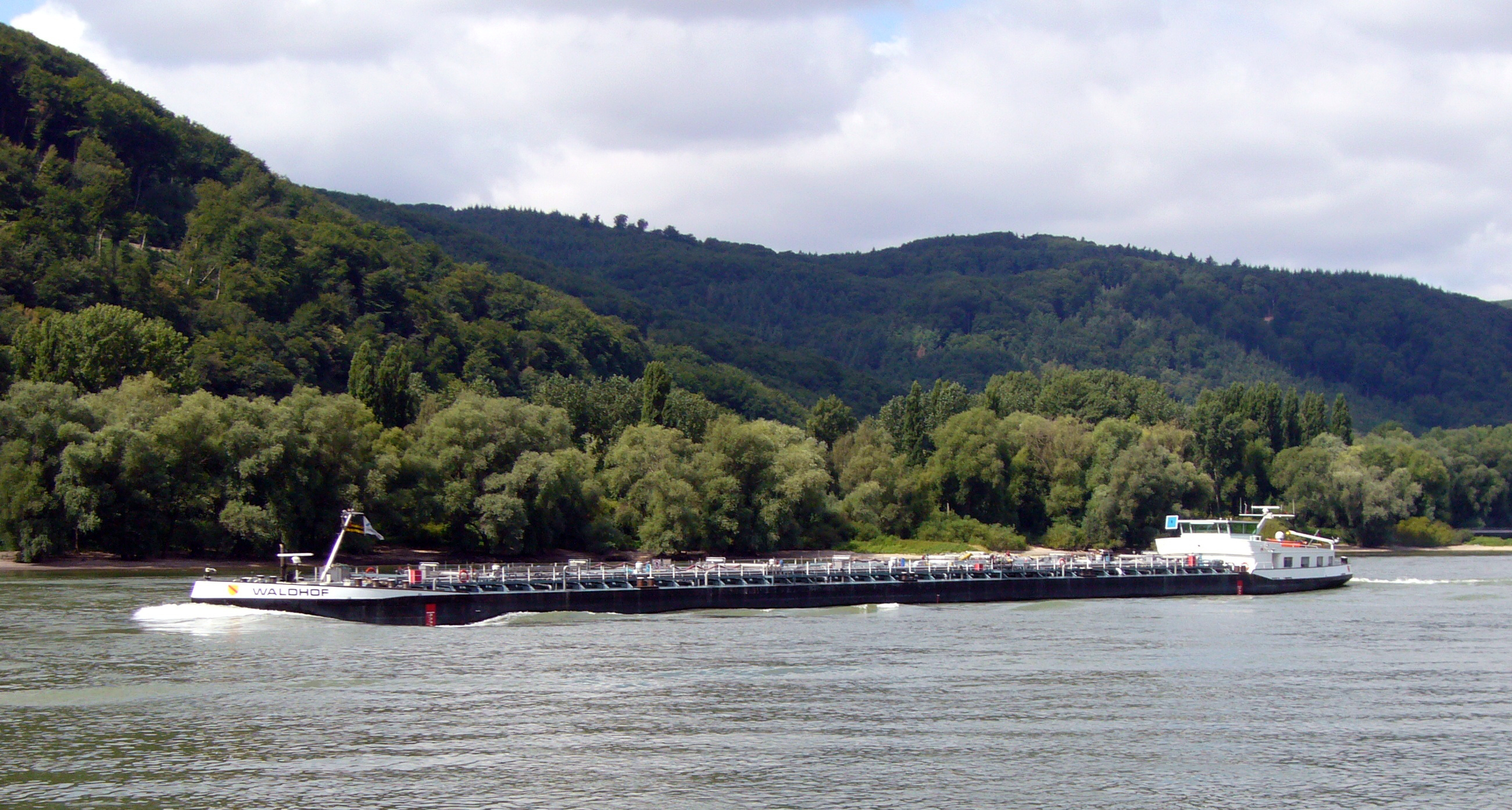
Tankschiff Waldhof Typ C

Die Tanker vom Typ C sind für den Transport von giftigen und besonders gefährlichen Chemikalien und Ölprodukten. Diese Schiffe sind als Doppelhüllenschiffe ausgeführt und werden nur als Glattdecker gebaut. Schiffe mit eingesetzten Tanks erkennt man an den außenliegenden Verstärkungen des Decks. Häufig werden Tanks ohne Längsmittelschott eingebaut und jeder Tank hat eine eigene Löschpumpe. Somit kann man mehrere verschiedene Produkte gleichzeitig transportieren. Schiffe die mit Bordwänden Typ Scheldehuid ausgerüstet sind unterliegen nicht der Größenbeschränkung von 380 m³ je Tank.

## Typ G

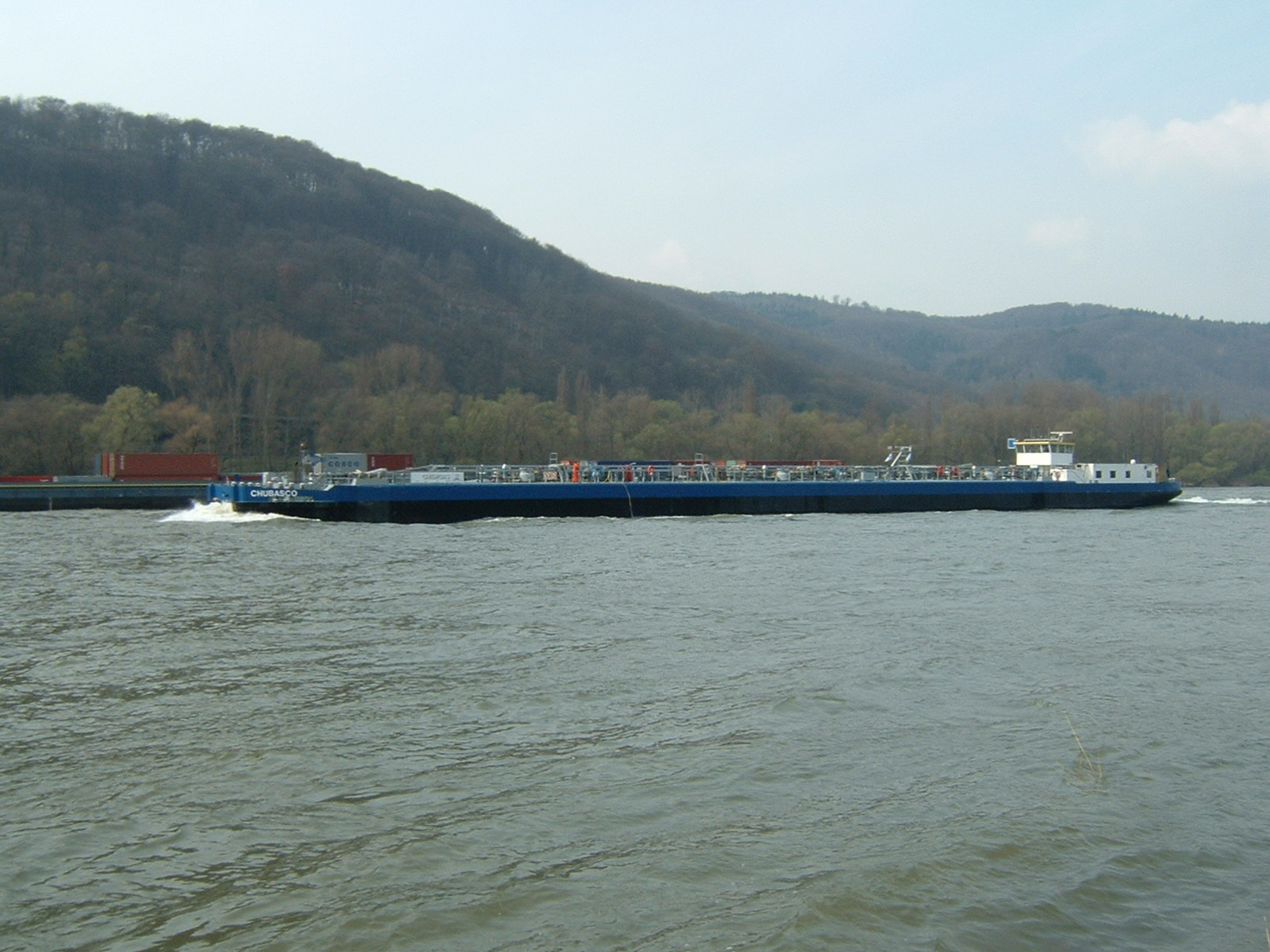
Gastanker Typ G

Die Typ G-Tanker sind Gastanker. Diese Schiffe können als Ein- oder Zweihüllenschiffe gebaut werden. Das Gas wird in zylinderförmigen Drucktanks transportiert.

## Sicherheitseinrichtungen
An jedem Tank befinden sich ein Manometer das den Tankinnendruck anzeigt,  eine Anzeige für die Füllhöhe im Tank und eine Luftansaugvorrichtung mit Flammendurchschlagsieb. Tankschiffe müssen je nach geladenem Produkt bei Tag keinen, einen oder zwei blaue Kegel, bei Nacht entsprechend viele blaue Lichter führen.

## Spezialtankschiffe
Eine Sonderform von Tankschiffen sind Schiffe zum Transport von staubförmigen Gütern, wie Zement, Mehl oder Zucker.